# Кульмухаметов, Хисмат Хайруллович
Хисмат Хайруллович Кульмухаметов (19 декабря 1905, Канакаево, Уфимская губерния — 19 декабря 1980, Уфа) — башкирский журналист и редактор. Участник Великой Отечественной войны.

## Биография
Воевал в должности политрука с 1941 по 1944 в войсках Калининского, а затем 1-го Прибалтийского фронтов. Демобилизован в 1944 г. после ранения. С 1945 по 1950 работал главным редактором газеты (Ҡыҙыл Башҡортостан «Красная Башкирия»), современное название газета «Башкортостан». В 1950 году репрессирован. Поводом послужило письмо Кульмухаметова в ООН о голоде в Башкирской АССР.